# Masacre de Kennedy
La Masacre de Kennedy es el nombre con el que se conoce un sonado caso de exceso policial ocurrido en el barrio Kennedy, de Las Adjuntas, Municipio Libertador de Caracas, la noche del 27 de junio de 2005, donde resultaron muertos tres estudiantes universitarios y tres heridos por responsabilidad directa de funcionarios de la DIM, el Cicpc y Policaracas, y cuyo hecho quiso presentarse posteriormente como un enfrentamiento entre delincuentes y policías.

## Antecedentes
El 25 de junio de 2005, un delincuente apodado "El Deivys", habitante del sector "Las Casitas" de Kennedy, asaltó y dio muerte a Edwin Toussaint, de 21 años quien laboraba como Agente III, de la Dirección de Inteligencia Militar (DIM), organismo de seguridad venezolano, con el objeto de despojarlo de su arma de reglamento; razón por la cual, la Dirección de Inteligencia Militar sin ser organismo de seguridad de Orden Público o sin autorización de Tribunal alguno ni orden de ningún Fiscal del Ministerio Público, procede a instalar alcabalas policiales, requisas y allanamientos en el sector de Kennedy.

## Hechos
La noche del 27 de junio de 2005, seis estudiantes de la Universidad Santa María (USM), quienes habían salido de un examen de Matemáticas que los promovía al cuarto semestre de Ingeniería de Sistemas siendo Leonardo González Lares (conductor, de 25 años), Erick Montenegro, Edgar Quintero, Daniza Buitrago, Irúa Moreno y Elizabeth Rosales, a bordo de un vehículo Corsa, color arena, propiedad de González Lares quien ofreció llevar a sus compañeros a sus residencias, toda vez que estaban cercas una de la otra. Al entrar a la zona de Kennedy, frente al Bloque I, se encontraron con un grupo de hombres armados y provistos de pasamontañas, que ocultaban sus rostros, portando fusiles y ordenándoles que se estacionaran.
En vista que no tenían uniformes y todos tenían los rostros cubiertos, los estudiantes emprendieron la huida temiendo ser víctimas de un robo por parte de delincuentes. Uno de los funcionarios de la DIM efectuó un disparo de fusil contra el carro, que rebotó e hirió al Agente del Cuerpo de Investigaciones Científicas, Penales y Criminalísticas (CICPC) Luis Peña. Aparentemente los efectivos pensaron que el disparo había salido del vehículo en que iban los estudiantes y comenzaron a disparar, hiriendo a una de las jóvenes. Luego se comprobó que el funcionario había sido herido por uno de sus compañeros.
Varios metros más adelante, una segunda alcabala de la DIM y el CICPC, detuvo el vehículo y empezó a disparar contra los estudiantes quienes logran escapar avanzando hacia las casas de la zona. Leonardo González fue el primero en morir. A Edgar Quintero y Erick Montenegro -quienes gritaban que eran estudiantes- se les asesinó en un callejón, luego de someterlos, esposarlos y golpearlos.

## Víctimas
Seis estudiantes del tercer semestre de ingeniería de sistemas, de 19 a 26 años, fueron asesinados, tras presentar un examen en la Universidad Santa María.
- Leonardo Enrique González Lares, 25 años. Era el conductor del vehículo Chevrolet Corsa cuatro puertas, placas ABR-68G. Fue el primero en morir. Las pesquisas indican que falleció producto de un disparo de fusil Steyr AUG en el ojo derecho con orificio de salida por la región occipital, presuntamente hecho por un funcionario del CICPC. Su cuerpo quedó en la calle, afuera del carro, con las manos a la vista. estos disparos lo realizó este funcionario
- Erik Miguel Montenegro Sánchez, 20 años. Iba junto a una ventana del asiento trasero del vehículo. En medio de la confusión entró en un callejón, junto a Quintero, donde fue presuntamente golpeado y asesinado por funcionarios policiales. Funcionarios vestidos de civil pero encapuchados, los sometieron, los acostaron boca abajo y, pese a que se identificaron como estudiantes en repetidas ocasiones, fueron acribillados. Presuntamente tenía al menos 12 perforaciones de balas, varias con marcas de pólvora (tatuajes, tiros a quema ropa).
- Edgar Quintero Torrealba, 19 años. Iba junto a una ventana del asiento trasero del vehículo. En medio de la confusión entró en un callejón, junto a Montenegro, donde fue golpeado y esposado, antes de ser asesinado a quema ropa por funcionarios policiales. Funcionarios vestidos de civil pero encapuchados, los sometieron, los acostaron boca abajo y, pese a que se identificaron como estudiantes en repetidas ocasiones, fueron acribillados. Presuntamente recibió heridas en la cabeza, el brazo derecho y el tobillo derecho.
- Elizabeth Yuleidis Rosales Bracamonte, 20 años. Iba en el asiento del copiloto. Recibió múltiples heridas, entre ellas una en el glúteo derecho por la que fue intervenida exitosamente para retirar la bala.
- Danitza Buitriago Gamboa, 26 años. Iba en la parte central del asiento trasero del vehículo. Recibió 3 heridas de balas por parte del funcionario del Uri en el Momento de la persecución del corsa, quien desde su moto en movimiento lanza una ráfagas de disparos en contra del vehículo, así mismos posteriormente a eso y los disparos que le hicieron a los estudiantes en el callejón, se acercan los demás Funcionarios del Dim, que se trasladaban en vehículos ya que los mismos no llegaron de inmediato, se dan cuenta de todo el desastre se acercan al vehículo y ven estas muchachas pidiendo que las ayuden, junto a una señora, la cual es una de las madre de ellas, estos funcionarios auxilian a esta ciudadanas, la auxilian y las tranquilizan un poco, paran una patrulla de la PM, la cual se rehúsan a trasladar a estas muchachas a un centro médico, motivo por el cual los funcionarios de la DIM que auxiliaban a estas jóvenes se ven en la obligación de amenazar con quitarles las llaves de estos funcionarios de la unidad para así poder realizar el traslado de las heridas, es importante señalar que se trasladaron estas jóvenes en la patrulla que paso por el lugar, porque era un vehículo oficial, y se desplazaría con más rapidez.
- Irúa Coromoto Moreno, 20 años. Iba en la parte central del asiento trasero del vehículo. Tiene un tiro a quemarropa en la parte anterior del cuello, por lo que no ha podido rendir declaración ante el fiscal 125 de Derechos Fundamentales, Franklin Nieves, quien la visitó en dos oportunidades en el Hospital Miguel Pérez Carreño. Tras la masacre de estos estudiantes, hasta ahora se encuentran privados de libertad 22 funcionarios por este caso.

## Participantes de la masacre
Los participantes de la masacre, por parte de la Dirección de Inteligencia Militar, fueron:
- Mayor (Ejército) José Peña Carrillo, Jefe de la Comisión. Condenado a 18 años de prisión.
- Teniente de navío Jorge Escalona Seat. Condenado a 14 años de prisión.
- Inspector Carlos Felipe Coicou. Condenado a 14 años.
- Inspector José Peña Peña. Condenado a 30 años.
- Inspector Juan Carlos Apóstol Romero.Condenado a 14 años.
- Sub inspector Jesús Abreu Oquendo.Condenado a 22 años.
- Sub inspector Danilo Alfonso Angulo Urbina. Condenado a 14 años.
- Sub inspector Alirio José Camejo. Condenado a 14 años.
- Sub inspectora Grendy Enrique Molina. Condenado a 17 años.
- Sub inspector Jairo Molina. Condenado a 14 años.
- Sub inspector Jorge Luis Maurera Centeno. Condenado a 18 años y 6 meses.
- Sub inspector Wil Montes Chirinos. Condenado a 14 años.
- Sub inspector Nelson Carpio Henríquez. Condenado a 14 años.
- Sub inspector Olimpo Bariles Sánchez. Condenado a 22 años.
- Sub inspector José Salazar Rodríguez. Condenado a 18 años.
- Agente Alexander Arrieta. Condenado a 14 años.
- Agente Alberto Cerrada. Condenado a 14 años.
- Agente Edwin Flores. Condenado a 18 años.
- Agente Josefina Aguilera
- Agente Juan Carlos Reyes Ruiz. Condenado a 14 años.
- Agente Fernando Javier Mora Zamora. Condenado a 14 años.

De la División de Homicidios del Cuerpo de Investigaciones Científicas Penales y Criminalísticas (CICPC), están siendo investigados:
- Inspector Richard Valera Toro. Condenado a 3 años y 4 meses.
- Agente Luis Peña
- Agente Jimy Calzadilla

De la Brigada de Respuesta Inmediata (BRI) del CICPC - Caricuao es investigado: 
- Agente Felix Alberto Martínez Mota. Condenado a 30 años.

También está siendo investigado el efectivo de Policaracas: 
- Franklin García Maldonado. Condenado a 28 años de prisión.

Los funcionarios que no participaron en el incidente con los estudiantes pero que son investigados por su participación en la alteración del lugar de los hechos -aunque no están detenidos- son:
De la División de Investigación de Homicidios (CICPC), 
- Inspector Jefe Alejandro Lisy
- Inspector José Vicente Rangel.

De la división de inspección de Homicidios, 
- Inspector Juan Perozo
- Sub inspector Jarnan Falcón

De la división de inspecciones técnicas, el sub inspector Oliver Carmona, el detective Héctor Aparicio, el detective Luis Prada y Nelson Santana.
De trayectoria balística, el agente Omar Gil.
De levantamiento planimétrico, el agente Wilmer Molina.
De laboratorio fotográfico, Jorge Mallorca.
Los funcionarios detenidos permanecieron en la sede de la Brigada de Acciones Especiales (BAE), ubicada en San Agustín del Sur.
La Fiscalía pidió la precalificación de triple homicidio calificado, homicidio calificado en grado de frustración, agavillamiento, uso indebido de armas, simulación de hecho punible, violación de domicilio por funcionarios públicos, intimidación pública, abuso de autoridad y forjamiento de documentos por parte de funcionarios

## Consecuencias
Los funcionarios policiales fueron llevados a juicio, recibiendo penas de prisión. Consecuentemente la División de Investigaciones de la Dirección de Inteligencia Militar fue intervenida. los delitos antes planteados según las penas están ajustadas a las leyes venezolanas. Las penas mayores fueron para Félix Alberto Martínez Mota (CICPC), 30 años de prisión; José Antonio Peña Peña (DIM), 30 años y Franklyn José García Maldonado (Policaracas), 28 años. La menor condena fue para Richard Valera (CICPC), 3 años y 6 meses.